# Molnár István (vitorlázórepülő)
Molnár István (Szolnok, 1920) magyar vitorlázórepülő, repülőtér-parancsnok.

## Életpálya
1935-ben jelentkezett a repülőklubba, 1940-től vitorlázórepülő vezetői jogosítványát elismerve, már oktatóként tevékenykedett. A klub gépparkját a második világháború teljesen megsemmisítette. 1946. október 27-én újjáalakult a Szolnok Megyei Repülő Egyesület, elnök Szolnok megye főispánja, Dr. Kovács Kálmán, a repülőtér parancsnok, műszaki- és repülésvezető, a kiképzés motorja Molnár István lett. 28 éven keresztül balesetmentesen vezette a kiképzéséket.

## Sportegyesületei
- Szolnok Megyei Repülő Egyesület
- Szolnoki Repülő Egyesület
- Szolnoki MHS Repülőklub
- Szolnoki MHSZ Repülő Klub

## Szakmai sikerek
Nemzetközi Repülőszövetség (angolul:Fédération Aéronautique Internationale) (FAI) 14. magyarként, az 1963-ban megtartott kongresszusán Paul Tissandier diplomát adományozott részére.

## Külső hivatkozások
- Molnár István. repulomuzeum.hu. (Hozzáférés: 2011. december 10.)